# اوراسیو کیروگا
اوراسیو کیروگا (به اسپانیایی: Horacio Quiroga) (۱۸۷۸ تا ۱۹۳۷) نویسندهٔ داستان کوتاه، نمایشنامه‌نویس و شاعری اهل اروگوئه بود. تأثیر او بر پیشروان رئالیسم جادویی آمریکای لاتین (از جمله گابریل گارسیا مارکز) و سوررئالیسم پست‌مدرن (از جمله خولیو کورتازار) مشهود است. از وی تابه‌حال کتاب سه نامه و یک قصه به زبان فارسی ترجمه شده است.